# Michael Currie (skuespiller)
Michael Currie (født Herman Christian Schwenk, Jr.; 24. juli 1928 – 22. december 2009) var en amerikansk skuespiller, som medvirkede i adskillige film og tv-serier. Hans havde roller i flere af Clint Eastwoods inklusive komediefilmen Seje bøffer og hårde bananer fra 1980 og Firefox fra 1982. Han spillede også Lt. Donnelly i den fjerde film i Dirty Harry-filmserien kaldet Dirty Harry vender tilbage i 1983. Han spillede atter roleln som Capt. Donnelly i den femte og sidste film Dødsspillet i 1988.
Currie har også haft roller i gyserfilmene Dead & Buried (1981) og Halloween III: Season of the Witch (1982). Hans andre filmroller inkluderer Loving Couples (1980), Airplane II: The Sequel (1982), Starflight: The Plane That Couldn't Land (1983), The Philadelphia Experiment (1984), Distant Thunder (1988), The Man Without a Face (1993) og G.I. Jane (1997).
Currie medvirkede i kultserien Dark Shadows i 1960'erne som sherif Jonas Carter. Han havde desuden gæsteoptrædener i adskilligt tv-serier. Blandt serier han medvirkede i var Lou Grant, MASH, Barney Miller, Sams Bar, Homicide: Life on the Street og Law & Order.
Currie døde den 22. december 2009.

## Filmografi

### Film
- Loving Couples (1980)
- Dead & Buried (1981)
- Airplane II: The Sequel (1982)
- Halloween III: Season of the Witch (1982)
- Dirty Harry vender tilbage (1983)
- Starflight: The Plane That Couldn't Land (1983)
- The Philadelphia Experiment (1984)
- Dødsspillet (1988)
- Distant Thunder (1988)
- The Man Without a Face (1993)
- G.I. Jane (1997)

### Tv
- Dark Shadows
- Lou Grant
- MASH
- Barney Miller
- Sams Bar
- Homicide: Life on the Street
- Law & Order